# Championnat du monde de roller in line hockey IIHF 2008
Navigation
Édition précédente Édition suivante
Les Championnats du monde de roller in line hockey IIHF 2008 sont les 12e championnats organisés par la Fédération internationale de hockey sur glace. Ils se déroulent à Bratislava en Slovaquie.

## Format du tournoi
La compétition est marquée par le retour du Canada dans la compétition. 
Le tournoi est divisé en deux divisions, la division élite, pour les équipes classées 1re à 8e dans le classement mondial. La Division I oppose les équipes classées 9e à 16e dans le monde. Les 16 équipes ont la possibilité de remporter la division élite. Pour cela, après les poules préliminaires les dernières équipes des poules A et B disputent un match de barrages contre les premières des poules C et D. Les vainqueurs participent aux séries éliminatoires de la poule élite alors que les perdants participent aux séries éliminatoires de la division 1.
Les sept premières équipes de la division élite et le vainqueur de la division 1 sont qualifiés pour la division élite du Championnat du monde de roller in line hockey IIHF 2009. La dernière équipe de la division élite est reléguée en division 1 pour la prochaine édition.
Les groupes ont été formés en fonction des résultats de chaque équipe lors de l'édition du Championnat du monde de roller in line hockey IIHF 2007.
Tous les matchs du tour préliminaire sont joués avec une prolongation en mort subite de cinq minutes puis une éventuelle séance de tirs au but. Lors des matchs du tour final, la prolongation en mort subite dure 12 minutes suivie le cas échéant d'une séance de tirs au but.
Les équipes sont récompensées par des points selon le système suivant :
- Victoire dans le temps réglementaire = 3 points
- Victoire en prolongation ou aux tirs au but = 2 points
- Défaite en prolongation ou aux tirs au but = 1 point
- Défaite dans le temps réglementaire = 0 point

## Tour préliminaire

### Groupe A
| Équipe    | MJ | V | V.A.P | D.A.P. | D | BP | BC | DIF | PTS |
| --------- | -- | - | ----- | ------ | - | -- | -- | --- | --- |
| Slovénie  | 3  | 3 | 0     | 0      | 0 | 19 | 7  | 12  | 9   |
| Suède     | 3  | 2 | 0     | 0      | 1 | 16 | 9  | 7   | 6   |
| Slovaquie | 3  | 1 | 0     | 0      | 2 | 9  | 13 | -4  | 3   |
| Autriche  | 3  | 0 | 0     | 0      | 3 | 7  | 22 | -15 | 0   |

| 21 juin 2007 18:00 | Autriche | 4-6 (1-1, 0-2, 2-2, 1-1) | Slovaquie | Bratislava |

| Feuille de match | Feuille de match | Feuille de match | Feuille de match | Feuille de match |
| ---------------- | --- | ---------------- | --- | ---------------- |
|                  | Heimo Lindner (1) 6:13 (ES) Martin Mairitsch (1) 32:21 (ES) Heimo Lindner (2) 35:48 (ES) Martin Mairitsch (2) 36:39 (ES) |                  | Peter Staron (1) 10:10 (SH) Andrej Szoke (1) 16:52 (ES) Richard Kapus (1) 18:47 (PP) Henrich Ruckay (1) 26:09 (ES) Henrich Ruckay (2) 34:56 (ES)(GWG) Roman Simunek (1) 47:59 (ENG) |                  |
|                  | |                  | |                  |
|                  | |                  | |                  |
|                  | |                  | |                  |

| 22 juin 2007 14:00 | Autriche | 1-8 (0-2, 1-0, 0-2, 0-4) | Slovénie | Bratislava |

| Feuille de match | Feuille de match           | Feuille de match | Feuille de match | Feuille de match |
| ---------------- | -------------------------- | ---------------- | --- | ---------------- |
|                  | Harry Lange (1) 13:04 (PP) |                  | Jaka Zupanc (1) 1:17 (ES) Rok Bavdaz (1) 10:21 (ES)(GWG) Jure Stopar (1) 28:59 (SH) Jan Loboda (1) 35:37 (ES) Jaka Zupanc (2) 38:11 (ES) Nejc Sotlar (1) 42:09 (ES) Rok Bavdaz (2) 45:40 (ES) Matic Kralj (1) 46:08 (ES) |                  |
|                  |                            |                  | |                  |
|                  |                            |                  | |                  |
|                  |                            |                  | |                  |

| 22 juin 2007 18:00 | Suède | 5-0 (0-0, 0-2, 0-2, 0-1) | Slovaquie | Bratislava |

| Feuille de match | Feuille de match | Feuille de match | Feuille de match | Feuille de match |
| ---------------- | --- | ---------------- | ---------------- | ---------------- |
|                  | Andreas Svensson (1) 12:54 (ES) Kristian Luukkonen (1) 14:32 (ES) Linus Klasen (1) 26:34 (PP) Johan Olsson (1) 28:25 (ES) Ludvig Rantanen (1) 45:18 (ES) |                  |                  |                  |
|                  | |                  |                  |                  |
|                  | |                  |                  |                  |
|                  | |                  |                  |                  |

| 23 juin 2007 20:00 | Suède | 3-7 (0-1, 0-2, 2-3, 1-1) | Slovénie | Bratislava |

| Feuille de match | Feuille de match                                                                         | Feuille de match | Feuille de match | Feuille de match |
| ---------------- | ---------------------------------------------------------------------------------------- | ---------------- | --- | ---------------- |
|                  | Linus Klasen (2) 32:35 (ES) Fredrick Eriksson (1) 34:59 (PP) Simon Olsson (1) 46:06 (PP) |                  | Jure Stopar (2) 10:11 (PP) Dejan Zemva (1) 14:28 (ES) Tadej Nabergoj (1) 14:53 (ES) Rok Bavdaz (3) 24:35 (ES) Matic Kralj (2) 27:49 (PP) Tadej Nabergoj (2) 28:55 (ES) Nejc Sotlar (2) 44:32 (SH) |                  |
|                  |                                                                                          |                  | |                  |
|                  |                                                                                          |                  | |                  |
|                  |                                                                                          |                  | |                  |

| 24 juin 2007 18:00 | Slovénie | 4-3 (1-0, 1-1, 1-0, 1-2) | Slovaquie | Bratislava |

| Feuille de match | Feuille de match                                                                                            | Feuille de match | Feuille de match                                                                    | Feuille de match |
| ---------------- | --- | ---------------- | ----------------------------------------------------------------------------------- | ---------------- |
|                  | Nejc Sotlar (3) 11:12 (ES) Nejc Sotlar (4) 18:51 (ES) Nejc Sotlar (5) 27:35 (ES) Jure Stopar (3) 39:46 (ES) |                  | Andrej Szoke (2) 23:40 (ES) Peter Staron (2) 41:01 (PP) Martin Galik (1) 47:29 (PP) |                  |
|                  | |                  |                                                                                     |                  |
|                  | |                  |                                                                                     |                  |
|                  | |                  |                                                                                     |                  |

| 24 juin 2007 20:00 | Suède | 8-2 (3-0, 0-1, 3-1, 2-0) | Autriche | Bratislava |

| Feuille de match | Feuille de match | Feuille de match | Feuille de match                                             | Feuille de match |
| ---------------- | --- | ---------------- | ------------------------------------------------------------ | ---------------- |
|                  | Andreas Svensson (2) 2:56 (PP) Jonas Karlsson (1) 3:25 (ES) Dick Axelsson (1) 10:29 (PP) Dick Axelsson (2) 30:23 (PP) Daniel Wessner (1) 32:18 (PP) Dave Lindarv (1) 34:10 (ES) Dick Axelsson (3) 42:30 (SH) Johan Olsson (2) 46:47 (ES) |                  | Heimo Lindner (3) 13:25 (PP) Alexander Holler (1) 32:42 (ES) |                  |
|                  | |                  |                                                              |                  |
|                  | |                  |                                                              |                  |
|                  | |                  |                                                              |                  |

### Groupe B
| Équipe     | MJ | V | V.A.P | D.A.P. | D | BP | BC | DIF | PTS |
| ---------- | -- | - | ----- | ------ | - | -- | -- | --- | --- |
| États-Unis | 3  | 3 | 0     | 0      | 0 | 22 | 14 | 8   | 9   |
| Tchéquie   | 3  | 2 | 0     | 0      | 1 | 17 | 15 | 2   | 6   |
| Finlande   | 3  | 0 | 1     | 0      | 2 | 12 | 14 | -2  | 2   |
| Allemagne  | 3  | 0 | 0     | 1      | 2 | 13 | 21 | -8  | 1   |

| 22 juin 2008 16:00 | États-Unis | 3-9 (1-2 , 1-3 , 1-1 , 0-3) | Allemagne | Bratislava |

| Feuille de match | Feuille de match                                                                     | Feuille de match | Feuille de match | Feuille de match |
| ---------------- | ------------------------------------------------------------------------------------ | ---------------- | --- | ---------------- |
|                  | Michael Wolf (1) 3:23 (ES) Steffen Tolzer (1) 18:20 (ES) Michael Wolf (2) 24:39 (PP) |                  | James Beilsten (1) 2:23 (ES) James Beilsten (2) 7:13 (SH) Dan Comrie (1) 16:29 (PP) Kyle Gouge (1) 17:25 (PP)(GWG) James Beilsten (3) 22:39 (ES) Lee Sweatt (1) 34:23 (ES) Christopher Peterson (1) 39:15 (PP) Kyle Gouge (2) 41:05 (ES) Pat Lee (2) 45:47 (ES) |                  |
|                  |                                                                                      |                  | |                  |
|                  |                                                                                      |                  | |                  |
|                  |                                                                                      |                  | |                  |

| 21 juin 2007 20:00 | Finlande | 2-4 (0-1, 0-1, 1-1, 1-1) | Tchéquie | Bratislava |

| Feuille de match | Feuille de match                                            | Feuille de match | Feuille de match | Feuille de match |
| ---------------- | ----------------------------------------------------------- | ---------------- | --- | ---------------- |
|                  | Aki Tuominen (1) 33:00 (PP) Tuomas Valosaari (1) 39:00 (PP) |                  | Jiri Polansky (1) 10:08 (ES) Petr Tenkrat (1) 14:19 (ES) Pavel Strycek (1) 29:05 (ES)(GWG) Jiri Polansky (2) 47:42 (ENG) |                  |
|                  |                                                             |                  | |                  |
|                  |                                                             |                  | |                  |
|                  |                                                             |                  | |                  |

| 23 juin 2007 16:00 | Allemagne | 6-7 (3-1, 1-2, 2-2, 0-2) | Tchéquie | Bratislava |

| Feuille de match | Feuille de match | Feuille de match | Feuille de match | Feuille de match |
| ---------------- | --- | ---------------- | --- | ---------------- |
|                  | Thomas Greilinger (1) 6:49 (PP) Martin Ortolf (1) 7:08 (ES) Florian Zeller (1) 11:19 (ES) Patrick Reimer (1) 16:56 (ES) Daniel Huhn (1) 32:27 (ES) Michael Wolf (3) 33:27 (PP) |                  | Petr Hemsky (1) 4:50 (ES) Ales Hemsky (1) 13:44 (ES) Martin Vozdecky (1) 20:40 (ES) Ludek Broz (1) 27:05 (PP) Karel Rachůnek (1) 32:09 (PP) Karel Rachůnek (2) 38:12 (PP) Jiri Polansky (2) 46:52 (ES)(GWG) |                  |
|                  | |                  | |                  |
|                  | |                  | |                  |
|                  | |                  | |                  |

| 23 juin 2007 18:00 | États-Unis | 6-5 (2-3, 1-0, 2-0, 1-2) | Finlande | Bratislava |

| Feuille de match | Feuille de match | Feuille de match | Feuille de match | Feuille de match |
| ---------------- | --- | ---------------- | --- | ---------------- |
|                  | Tommy Bruce (1) 6:20 (ES) Kyle Gouge (3) 9:09 (ES) Lee Sweatt (2) 20:02 (ES) Pat Lee (3) 29:33 (ES) Tommy Bruce (2) 31:36 (ES) Kyle Gouge (4) 42:24 (ES)(GWG) |                  | Tommi Heinonen (1) 1:50 (ES) Jani Lyytinen (1) 8:00 (ES) Kari Lohtander (1) 8:13 (ES) Aki Tuominen (2) 43:50 (PP) Sami Markkanen (1) 45:05 (ES) |                  |
|                  | |                  | |                  |
|                  | |                  | |                  |
|                  | |                  | |                  |

| 24 juin 2007 14:00 | États-Unis | 7-6 (4-1, 1-1, 1-4, 1-0) | Tchéquie | Bratislava |

| Feuille de match | Feuille de match | Feuille de match | Feuille de match | Feuille de match |
| ---------------- | --- | ---------------- | --- | ---------------- |
|                  | Dan Comrie (2) 00:37(ES) Steven Oleksy (1) 6:29 (PP) Kyle Gouge (5) 7:00 (ES) Lee Sweatt (3) 11:00 (PP) Rafael Rodriquez (1) 21:43 (PP) Dan Comrie (3) 32:17 (PP) Kyle Gouge (6) 40:01 (ES)(GWG) |                  | Tomas Mojzis (1) 4:08 (PP) Jiri Polansky (4) 18:42 (PP) Petr Tenkrat (2) 26:41 (PP) Martin Vozdecky (2) 29:41 (PP) Petr Tenkrat (3) 30:46 (PP) Tomas Mojzis (2) 34:06 (PP) |                  |
|                  | |                  | |                  |
|                  | |                  | |                  |
|                  | |                  | |                  |

| 24 juin 2007 16:00 | Finlande | 5-4 (TB) (0-2, 0-0, 4-0, 0-2, 0-0, 1-0) | Allemagne | Bratislava |

| Feuille de match | Feuille de match | Feuille de match | Feuille de match | Feuille de match |
| ---------------- | --- | ---------------- | --- | ---------------- |
|                  | Tuomas Valosaari (2) 27:53 (PP) Tuomas Valosaari (3) 29:16 (ES) Ossi Pellinen (1) 35:00 (ES) Sami Markkanen (2) 35:39 (ES) Tuomas Valosaari (4) 53:00 (SO)(GWG) |                  | Daniel Menge (1) 1:11 (ES) Thomas Greilinger (2) 3:56 (PP) Michael Wolf (4) 44:42 (PP) Thomas Greilinger (3) 47:44 (ES) |                  |
|                  | |                  | |                  |
|                  | |                  | |                  |
|                  | |                  | |                  |

## Tour de qualification
| 25 juin 2007 16:00 | Allemagne | 11-3 (TB) (3-0, 2-1, 3-1, 3-1) | Canada | Bratislava |

| Feuille de match | Feuille de match | Feuille de match | Feuille de match                                                                         | Feuille de match |
| ---------------- | --- | ---------------- | ---------------------------------------------------------------------------------------- | ---------------- |
|                  | Steffen Tolzer (1) 2:12 (PP) Henrick Holscher (1) 5:59 (PP) Martin Ortolf (1) 10:49 (ES) Thomas Greilinger (1) 13:10 (ES)(GWG) Miachel Wolf (1) 14:38 (PP) Miachel Wolf (2) 24:53 (PP) Daniel Menge (1) 34:45 (PP) Daniel Menge (2) 35:12 (ES) Patrick Reimer (1) 41:53 (PP) Christian Wichert (1) 44:51 (ES) Patrick Reimer (2) 46:17 (PP) |                  | David Hammond (1) 15:41 (PP) Mitchell Vevang (1) 25:50 (PP) David Hammond (2) 44:22 (ES) |                  |
|                  | |                  |                                                                                          |                  |
|                  | |                  |                                                                                          |                  |
|                  | |                  |                                                                                          |                  |

| 25 juin 2007 18:00 | Autriche | 6-1 (0-1 , 4-0 , 2-0 , 0-0) | Royaume-Uni | Bratislava |

| Feuille de match | Feuille de match | Feuille de match | Feuille de match         | Feuille de match |
| ---------------- | --- | ---------------- | ------------------------ | ---------------- |
|                  | Harry Lange (1) 13:27 (PP) Mark Brunnegger (1) 13:31 (ES)(GWG) Heimo Lindner (1) 19:43 (PP) Mark Brunnegger (1) 20:56 (ES) Christian Dolezal (1) 25:17 (ES) Youssef Riener (1) 34:23 (ES) |                  | John Dolan (1) 4:22 (PP) |                  |
|                  | |                  |                          |                  |
|                  | |                  |                          |                  |
|                  | |                  |                          |                  |

## Séries éliminatoires

### Tableau
|  | Quarts de finale   | Quarts de finale |           |           | Demi-finales           | Demi-finales |  |  | Finale     | Finale |
|  | Quarts de finale   | Quarts de finale |           |           | Demi-finales           | Demi-finales |  |  | Finale     | Finale |
|  |                    |                  |           |           |                        |              |  |  |            |        |
|  |                    |                  |           |           |                        |              |  |  |            |        |
|  |                    |                  |           |           |                        |              |  |  |            |        |
|  | Slovaquie          | 6                |           |           |                        |              |  |  |            |        |
|  | Slovaquie          | 6                |           |           |                        |              |  |  |            |        |
|  | République tchèque | 5                |           |           |                        |              |  |  |            |        |
|  | République tchèque | 5                | Slovaquie | 6         |                        |              |  |  |            |        |
|  |                    |                  | Slovaquie | 6         |                        |              |  |  |            |        |
|  |                    | Allemagne        | 5         |           |                        |              |  |  |            |        |
|  | Allemagne          | Allemagne        | 5         | 5         |                        |              |  |  |            |        |
|  | Allemagne          |                  |           | 5         |                        |              |  |  |            |        |
|  | Slovénie           | 2                |           |           |                        |              |  |  |            |        |
|  | Slovénie           | 2                | Slovaquie | 3         |                        |              |  |  |            |        |
|  |                    |                  | Slovaquie | 3         |                        |              |  |  |            |        |
|  |                    | Suède            | 7         |           |                        |              |  |  |            |        |
|  | Finlande           | Suède            | 7         | 3         |                        |              |  |  |            |        |
|  | Finlande           |                  |           | 3         |                        |              |  |  |            |        |
|  | Suède              | 9                |           |           |                        |              |  |  |            |        |
|  | Suède              | 9                | Suède     | 8         |                        |              |  |  |            |        |
|  |                    |                  | Suède     | 8         | Match pour la 3e place |              |  |  |            |        |
|  |                    | États-Unis       | 12        |           |                        |              |  |  |            |        |
|  | États-Unis         | États-Unis       | 12        | 17        |                        |              |  |  |            |        |
|  | États-Unis         |                  |           | 17        |                        |              |  |  |            |        |
|  | Autriche           | 1                |           | Allemagne | 8                      |              |  |  |            |        |
|  | Autriche           | 1                |           | Allemagne | 8                      |              |  |  |            |        |
|  |                    |                  |           |           |                        |              |  |  | États-Unis | 7      |
|  |                    |                  |           |           |                        |              |  |  | États-Unis | 7      |

### Quarts de finale
| 26 juin 2008 14:00 | Suède | 9-3 (3-0 , 5-0 , 0-0 , 1-3) | Finlande | Bratislava |

| Feuille de match | Feuille de match | Feuille de match | Feuille de match                                                                      | Feuille de match |
| ---------------- | --- | ---------------- | ------------------------------------------------------------------------------------- | ---------------- |
|                  | Fredrick Eriksson (2) 3:50 (PP) Linus Klasen (3) 10:19 (PP) Daniel Wessner (2) 11:46 (ES) Linus Klasen (4) 16:00 (ES) Johan Olsson (3) 16:13 (ES) Linus Klasen (5) 18:58 (ES) Johan Olsson (4) 19:55 (ES) Andreas Svensson (3) 21:17 (ES) Carl Berglund (1) 41:29 (ES) |                  | Tommi Heinonen (1) 38:18 (SH) Olli Lehtinen (1) 40:49 (PP) Juhani Holm (1) 42:52 (ES) |                  |
|                  | |                  |                                                                                       |                  |
|                  | |                  |                                                                                       |                  |
|                  | |                  |                                                                                       |                  |

| 26 juin 2008 16:00 | États-Unis | 17-1 (4-0, 5-1, 4-0, 4-0) | Autriche | Bratislava |

| Feuille de match | Feuille de match | Feuille de match | Feuille de match               | Feuille de match |
| ---------------- | --- | ---------------- | ------------------------------ | ---------------- |
|                  | Pat Lee (3) 00:26 (ES) Derek Kern (1) 01:31 (ES)(GWG) James Beilsten (4) 05:14 (PP) Steven Oleksy (2) 05:34 (ES) Lee Sweatt (4) 12:54 (ES) Kyle Gouge (7) 18:28 (ES) James Beilsten (5) 19:32 (ES) Pat Lee (4) 22:53 (PP) Itan Chavira (1) 23:59 (ES) Tommy Bruce (3) 27:36 (ES) Dan Comrie (4) 29:28 (ES) Itan Chavira (2) 29:39 (ES) Kevin De Vergilio (1) 31:43 (SH) Dan Comrie (5) 38:28 (ES) Kevin De Vergilio (2) 40:44 (PP) Sam Ftorek (1) 44:21 (PP) Kyle Gouge (8) 44:44 (ES) |                  | Georg Privoznik (1) 17:29 (ES) |                  |
|                  | |                  |                                |                  |
|                  | |                  |                                |                  |
|                  | |                  |                                |                  |

| 26 juin 2008 18:00 | Tchéquie | 5-6 (pr) (0-0, 2-2, 1-2, 2-1, 0-1) | Slovaquie | Bratislava |

| Feuille de match | Feuille de match | Feuille de match | Feuille de match | Feuille de match |
| ---------------- | --- | ---------------- | --- | ---------------- |
|                  | Karel Rachůnek (3) 13:05 (PP) Ales Hemsky (2) 21:15 (ES) Ales Hemsky (3) 28:07 (PP) Ales Hemsky (4) 37:27 (ES) Jiri Polansky (5) 39:24 (PP) |                  | Roman Simunek (2) 20:29 (ES) Martin Galik (2) 23:48 (ES) Martin Klucar (1) 24:26 (ES) Lubomir Visnovsky (1) 30:19 (ES) Jakub Ruckay (1) 38:05 (ES) Richard Kapus (1) 50:22 (ES)(GWG) |                  |
|                  | |                  | |                  |
|                  | |                  | |                  |
|                  | |                  | |                  |

| 26 juin 2008 20:00 | Slovénie | 2-5 (0-1, 1-1, 1-0, 0-3) | Allemagne | Bratislava |

| Feuille de match | Feuille de match                                         | Feuille de match | Feuille de match | Feuille de match |
| ---------------- | -------------------------------------------------------- | ---------------- | --- | ---------------- |
|                  | Tadej Nabergoj (3) 22:25 (ES) Matic Kralj (3) 24:49 (ES) |                  | Henrick Holscher (1) 11:26 (ES) Thomas Greilinger (4) 13:05 (ES) Patrick Reimer (2)(GWG) 40:20 (ES) Florian Zeller (2) 45:52 (ES) Henrick Holscher (2) 47:48 (PP) |                  |
|                  |                                                          |                  | |                  |
|                  |                                                          |                  | |                  |
|                  |                                                          |                  | |                  |

### Demi-finales
| 27 juin 2008 18:00 | Allemagne | 2-3 (pr) (0-1, 0-1, 2-0, 0-0, 0-1) | Slovaquie | Bratislava |

| Feuille de match | Feuille de match                                            | Feuille de match | Feuille de match                                                                           | Feuille de match |
| ---------------- | ----------------------------------------------------------- | ---------------- | ------------------------------------------------------------------------------------------ | ---------------- |
|                  | Patrick Reimer (3) 26:27 (PP) Patrick Reimer (4) 34:12 (ES) |                  | Marek Horsky (1) 11:11 (ES) Peter Strapaty (1) 23:09 (ES) Peter Staron (3) 48:19 (ES)(GWG) |                  |
|                  |                                                             |                  |                                                                                            |                  |
|                  |                                                             |                  |                                                                                            |                  |
|                  |                                                             |                  |                                                                                            |                  |

| 27 juin 2008 20:00 | États-Unis | 8-12 (0-2, 6-5, 1-2,1-3) | Suède | Bratislava |

| Feuille de match | Feuille de match | Feuille de match | Feuille de match | Feuille de match |
| ---------------- | --- | ---------------- | --- | ---------------- |
|                  | Sam Ftorek (2) 12:34 (PP) Kyle Gouge (9) 13:03 (PP) Dan Comrie (6) 14:34 (ES) Pat Lee (5) 15:14 (PP) Kevin De Vergilio (3) 19:41 (ES) Kyle Gouge (10) 23:03 (PP) James Beilsten (6) 27:33 (ES) Sam Ftorek (3) 44:14 (ES) |                  | Dick Axelsson (4) 00:43 (ES) Dick Axelsson (5) 03:29 (ES) Dick Axelsson (6) 12:12 (SH) Martin Thelander (1) 13:24 (ES) Linus Klasen (6) 18:45 (ES) Kristian Luukkonen (2) 19:14 (ES) Linus Klasen (7) 20:45 (ES) Linus Klasen (8) 25:03 (PP) Daniel Wessner (3) 27:00 (ES)(GWG) Fredrik Eriksson (3) 38:44 (PP) Dick Axelsson (7) 46:21 (ES) Dick Axelsson (8) 47:29 (ES) |                  |
|                  | |                  | |                  |
|                  | |                  | |                  |
|                  | |                  | |                  |

### Finale
| 28 juin 2008 18:00 | Suède | 7-3 (3-1,2-0, 1-1, 1-1) | Slovaquie | Bratislava |

| Feuille de match | Feuille de match | Feuille de match | Feuille de match                                                                         | Feuille de match |
| ---------------- | --- | ---------------- | ---------------------------------------------------------------------------------------- | ---------------- |
|                  | Kristian Luukkonen (3) 08:34 (ES) Andreas Svensson (4) 08:54 (ES) Dick Axelsson (9) 09:57 (PP) Daniel Wessner (4) 19:21 (PP) Daniel Brolin (1) 23:41 (SH) Daniel Wessner (5) 34:04 (PP) Kristian Luukkonen (4) 40:19 (ES) |                  | Peter Staron (4) 05:43 (ES) Jakub Ruckay (2) 28:33 (PP) Lubomir Visnovsky (2) 39:03 (ES) |                  |
|                  | |                  |                                                                                          |                  |
|                  | |                  |                                                                                          |                  |
|                  | |                  |                                                                                          |                  |

### Petite-Finale
| 28 juin 2008 16:00 | États-Unis | 7-8 (3-1, 1-2, 1-3, 2-2) | Allemagne | Bratislava |

| Feuille de match | Feuille de match | Feuille de match | Feuille de match | Feuille de match |
| ---------------- | --- | ---------------- | --- | ---------------- |
|                  | Pat Lee (6) 04:32 (ES) Kevin De Vergilio (4) 07:24 (ES) Kyle Gouge (11) 11:13 (ES) Itan Chavira (3) 23:00 (ES) Derek Kern (3) 30:27 (ES) Pat Lee (7) 38:27 (ES) Pat Lee (8) 42:49 (ES) |                  | Henrik Holscher (3) 04:11 (ES) Steffen Tolzer (2) 12:36 (ES) Thomas Greilinger (5) 19:30 (PP) Patrick Reimer (5) 24:41 (ES) Thomas Greilinger (6) 24:58 (ES) Thomas Greilinger (7) 33:07 (ES) Patrick Reimer (6) 41:56 (ES) Marian Bazany (1) 47:07 (ES)(GWG) |                  |
|                  | |                  | |                  |
|                  | |                  | |                  |
|                  | |                  | |                  |

### Match pour la5eplace
| 27 juin 2008 14:00 | Tchéquie | 10-8 (1-4, 4-0, 2-1, 3-3) | Finlande | Bratislava |

| Feuille de match | Feuille de match | Feuille de match | Feuille de match | Feuille de match |
| ---------------- | --- | ---------------- | --- | ---------------- |
|                  | Ladislav Vlcek (1) 09:42 (ES) Karel Rachůnek (4) 16:22 (PP) Ales Hemsky (5) 17:16 (ES) Ales Hemsky (6) 21:19 (PP) Jiri Polansky (6) 22:24 (ES) Jiri Polansky (7) 24:40 (ES) Karel Rachůnek (5) 35:06 (SH) Karel Rachůnek (6) 38:02 (PP) Ladislav Vlcek (2) 42:16 (ES)(GWG) Jan Besser (2) 44:42 (ES) |                  | Aki Tuominen (3) 00:53 (PP) Jaakko Rissanen (1) 05:53 (ES) Aki Tuominen (4) 08:58 (ES) Olli Lehtinen (2)11:19 (ES) Jaakko Rissanen (2) 26:25 (ES) Jaakko Rissanen (3) 36:22 (ES) Aki Tuominen (5) 41:50 (PP) Aki Tuominen (6) 43:04 (ES) |                  |
|                  | |                  | |                  |
|                  | |                  | |                  |
|                  | |                  | |                  |

### Match pour la7eplace
| 27 juin 2008 18:00 | Slovénie | 9-2 (2-0, 3-2, 3-0, 1-0) | Autriche | Bratislava |

| Feuille de match | Feuille de match | Feuille de match | Feuille de match                                              | Feuille de match |
| ---------------- | --- | ---------------- | ------------------------------------------------------------- | ---------------- |
|                  | Dejan Zemva (2) 07:14 (PP) Eric Pance (1) 10:46 (ES) Tadej Nabergoj (4) 21:19 (PP) Rok Bavdaz (4) 22:31 (ES) Jaka Zupanc (3) 23:10 (ES) Marjan Manfreda (1) 28:10 (ES) Jure Stopar (4) 32:58 (ES) Nejc Sotlar (6) 34:37 (ES) Jure Stopar (5) 40:53 (ES) |                  | Youssef Riener (1) 20:56 (SH) Alexander Holler (2) 23:44 (ES) |                  |
|                  | |                  |                                                               |                  |
|                  | |                  |                                                               |                  |
|                  | |                  |                                                               |                  |

### Classement final
Le classement final IIHF:
| Rk.                | Team       |
| ------------------ | ---------- |
| Médaille d'or      | Suède      |
| Médaille d'argent  | Slovaquie  |
| Médaille de bronze | États-Unis |
| 4.                 | Allemagne  |
| 5.                 | Tchéquie   |
| 6.                 | Finlande   |
| 7.                 | Slovénie   |
| 8.                 | Autriche   |

#### Récompenses
- Meilleurs joueurs [2]:
  - Meilleur gardien: Sasu Hovi  Finlande
  - Meilleur défenseur: Lee Sweatt  États-Unis
  - Meilleur attaquant: Linus Klasen  Suède
  - Meilleur joueur: Dick Axelsson  Suède

## Groupe C
| Équipe      | MJ | V | V.A.P | D.A.P. | D | BP | BC | DIF | PTS |
| ----------- | -- | - | ----- | ------ | - | -- | -- | --- | --- |
| Royaume-Uni | 3  | 3 | 0     | 0      | 0 | 30 | 14 | 16  | 9   |
| Brésil      | 3  | 2 | 0     | 0      | 1 | 27 | 16 | 11  | 6   |
| Australie   | 3  | 1 | 0     | 0      | 2 | 20 | 22 | -2  | 3   |
| Bulgarie    | 3  | 0 | 0     | 0      | 3 | 6  | 31 | -25 | 0   |

| 22 juin 2008 15:00 | Australie | 7-11 (1-4, 1-2, 3-1, 2-4) | Royaume-Uni | Bratislava |

| Feuille de match | Feuille de match | Feuille de match | Feuille de match | Feuille de match |
| ---------------- | --- | ---------------- | --- | ---------------- |
|                  | Daniel Pederson (1) 3:33 (ES) Lee McLauchlan (1) 23:55 (PP) Jordan Gavin (1) 27:22 (PP) Jordan Gavin (2) 30:57 (ES) Jordan Gavin (3) 33:20 (ES) Daniel Pederson (2) 36:20 (ES) Olivier Rozdarz (1) 43:00 (ES) |                  | Joe Wightman (1) 4:00 (ES) William Mark Thomas (1) 6:03 (PP) Alex Pearman (1) 9:24 (ES) John Dolan (1) 11:42 (ES) Alex Pearman (2) 12:07 (ES) Alex Pearman (3) 19:55 (ES) William Mark Thomas (2) 29:42 (PP) John Dolan (2) 37:56 (PP)(GWG) William Mark Thomas (3) 38:42 (ES) Simon Hehir (1) 41:13 (PP) Mark Hallam (1) 41:52 (PP) |                  |
|                  | |                  | |                  |
|                  | |                  | |                  |
|                  | |                  | |                  |

| 22 juin 2007 19:00 | Bulgarie | 2-13 (0-2, 1-2, 0-5, 1-4) | Brésil | Bratislava |

| Feuille de match | Feuille de match                                                 | Feuille de match | Feuille de match | Feuille de match |
| ---------------- | ---------------------------------------------------------------- | ---------------- | --- | ---------------- |
|                  | Plamen Veselinov (1) 12:29 (ES) Anguel Alexandrov (1) 38:52 (PP) |                  | Bruno Gomes (1) 1:23 (ES) Bruno Gomes (2) 4:37 (PP) Leandro Silva (1) 12:49 (ES) Pedro Raposo (1) 14:50 (PP) Lucas Ota (1) 25:45 (PP) Pedro Raposo (2) 27:09 (ES) Bruno Gomes (3) 29:57 (PP) Leandro Silva (2) 30:47 (ES) Bruno Gomes (4) 33:47 (SH) Bruno Gomes (5) 37:05 (ES) Luis Custodio (1) 40:25 (ES) Caua Guzman (1) 43:05 (ES) Thiago Souza (1) 47:41 (ES) |                  |
|                  |                                                                  |                  | |                  |
|                  |                                                                  |                  | |                  |
|                  |                                                                  |                  | |                  |

| 23 juin 2007 15:00 | Australie | 10-3 (2-1, 3-0, 2-1, 3-1) | Bulgarie | Bratislava |

| Feuille de match | Feuille de match | Feuille de match | Feuille de match                                                                             | Feuille de match |
| ---------------- | --- | ---------------- | -------------------------------------------------------------------------------------------- | ---------------- |
|                  | Olivier Rozdarz (2) 9:09 (ES) Lee McLauchlan (2) 11:51 (PP) Sean Jones (1) 14:23 (ES) Lee McLauchlan (3) 18:06 (ES)(GWG) Antony Collins (1) 20:08 (ES) Olivier Rozdarz (3) 26:43 (SH) Peter Matus (1) 27:50 (SH) Olivier Rozdarz (4) 36:18 (ES) Olivier Rozdarz (5) 39:55 (ES) Sean Jones (2) 44:00 (PP) |                  | Plamen Veselinov (2) 8:34 (PP) Simeon Radkov (1) 28:16 (ES) Anguel Alexandrov (2) 40:27 (ES) |                  |
|                  | |                  |                                                                                              |                  |
|                  | |                  |                                                                                              |                  |
|                  | |                  |                                                                                              |                  |

| 23 juin 2007 19:00 | Brésil | 6-11 (0-3, 2-4, 3-4, 1-0) | Royaume-Uni | Bratislava |

| Feuille de match | Feuille de match | Feuille de match | Feuille de match | Feuille de match |
| ---------------- | --- | ---------------- | --- | ---------------- |
|                  | Luiz Almedia (1) 13:37 (PP) Pedro Raposo (3) 23:33 (PP) Pedro Raposo (4) 26:30 (PP) Rogerio Polido (1) 27:25 (ES) Lucas Ota (2) 32:41 (ES) Bruno Gomes (6) 41:43 (PP) |                  | Alex Pearman (4) 4:34 (ES) John Dolan (3) 7:39 (PP) John Dolan (4) 10:35 (ES) William Mark Thomas (4) 14:11 (PP) John Dolan (5) 16:38 (ES) John Dolan (6) 17:01 (ES) Simon Hehir (2) 21:47 (PP) John Dolan (7) 24:51 (ES) John Dolan (8) 28:28 (ES) Simon Hehir (3) 31:42 (PP) Christopher Colegate (1) 33:29 (PP) |                  |
|                  | |                  | |                  |
|                  | |                  | |                  |
|                  | |                  | |                  |

| 24 juin 2007 15:00 | Royaume-Uni | 8-1 (1-0, 1-0, 4-0, 2-1) | Bulgarie | Bratislava |

| Feuille de match | Feuille de match | Feuille de match | Feuille de match                  | Feuille de match |
| ---------------- | --- | ---------------- | --------------------------------- | ---------------- |
|                  | Mark Hallam (2) 8:28 (PP) Joe Wightman (2) 19:47 (ES) Remi Moses (1) 26:34 (PP) Karl Niamatali (1) 27:31 (ES) Remi Moses (2) 28:22 (ES) Scott Glover (1) 29:11 (ES) Karl Niamatali (2) 40:20 (PP) Joe Wightman (3) 45:59 (PP) |                  | Stanislav Muhachov (1) 47:44 (ES) |                  |
|                  | |                  |                                   |                  |
|                  | |                  |                                   |                  |
|                  | |                  |                                   |                  |

| 24 juin 2007 19:00 | Brésil | 8-3 (2-0 , 0-0 , 5-2 , 1-1) | Australie | Bratislava |

| Feuille de match | Feuille de match | Feuille de match | Feuille de match                                                                   | Feuille de match |
| ---------------- | --- | ---------------- | ---------------------------------------------------------------------------------- | ---------------- |
|                  | Bruno Gomes (7) 00:40 (ES) Lucas Ota (3) 4:11 (ES) Rogerio Polido (2) 25:27 (ES) Henrique Degani (1) 27:59 (ES) Bruno Gomes (8) 28:37 (ES) Henrique Degani (2) 30:19 (ES) Bruno Gomes (9) 31:25 (ES) Bruno Gomes (10) 42:37 (ES) |                  | Antony Deboos (1) 26:42 (ES) Peter Matus (2) 34:12 (SH) Peter Matus (3) 40:37 (ES) |                  |
|                  | |                  |                                                                                    |                  |
|                  | |                  |                                                                                    |                  |
|                  | |                  |                                                                                    |                  |

## Groupe D
| Équipe           | MJ | V | V.A.P | D.A.P. | D | BP | BC | DIF | PTS |
| ---------------- | -- | - | ----- | ------ | - | -- | -- | --- | --- |
| Canada           | 3  | 3 | 0     | 0      | 0 | 39 | 3  | 26  | 9   |
| Japon            | 3  | 1 | 1     | 0      | 1 | 14 | 22 | -8  | 5   |
| Hongrie          | 3  | 1 | 0     | 1      | 1 | 16 | 24 | -8  | 4   |
| Nouvelle-Zélande | 3  | 0 | 0     | 0      | 3 | 11 | 31 | -20 | 0   |

| 22 juin 2008 13:00 | Hongrie | 5-6 (pr) (1-2, 2-1, 0-1, 2-1, 0-1) | Japon | Bratislava |

| Feuille de match | Feuille de match | Feuille de match | Feuille de match | Feuille de match |
| ---------------- | --- | ---------------- | --- | ---------------- |
|                  | Csaba Deák (1) 8:25 (ES) Márton Vas (1) 13:34 (SH) Márton Vas (2) 20:58 (ES) Márton Vas (3) 40:03 (ES) Márton Vas (4) 46:01 (PP) |                  | Taku Kanatani (1) 7:30 (ES) Aguri Suzuki (1) 10:29 (ES) Aguri Suzuki (2) 20:24 (ES) Taku Kanatani (2) 35:35 (ES) Yoshinori Ishioka (1) 47:57 (ES) Yutaka Ono (1) 49:34 (ES)(GWG) |                  |
|                  | |                  | |                  |
|                  | |                  | |                  |
|                  | |                  | |                  |

| 21 juin 2007 17:00 | Canada | 13-2 (7-0, 2-0, 0-1, 4-1) | Nouvelle-Zélande | Bratislava |

| Feuille de match | Feuille de match | Feuille de match | Feuille de match                                      | Feuille de match |
| ---------------- | --- | ---------------- | ----------------------------------------------------- | ---------------- |
|                  | David Hammond (1) 3:24 (ES) Johnathon Clewlow (1) 4:11(ES) Adam Ross (1) 6:43 (ES)(GWG) Cory Conacher (1) 7:09 (ES) Cory Conacher (2) 11:20 (ES) Adam Ross (2) 11:36 (ES) Johnathon Clewlow (2) 11:58(ES) Johnathon Spady (1) 20:11(ES) David Hammond (2) 23:01 (ES) Johnathon Spady (2) 42:27(ES) Kye Benjaminsen (1) 44:19(ES) Johnathon Spady (3) 45:06(ES) Derek Eison (1) 47:57(ES) |                  | Craig Lawson (1) 31:47 (ES) Samuel Kay (1) 43:19 (ES) |                  |
|                  | |                  |                                                       |                  |
|                  | |                  |                                                       |                  |
|                  | |                  |                                                       |                  |

| 23 juin 2007 14:00 | Hongrie | 0-14 (0-4, 0-4, 0-4, 0-2) | Canada | Bratislava |

| Feuille de match | Feuille de match | Feuille de match | Feuille de match | Feuille de match |
| ---------------- | ---------------- | ---------------- | --- | ---------------- |
|                  |                  |                  | Adam Ross (3) 5:54 (ES)(GWG) Mitchell Vevang (1) 7:27 (ES) Gregory Smith (1) 9:57 (ES) Kye Benjaminsen (2) 11:25(ES) Adam Ross (4) 13:12 (PP) David Hammond (3) 15:42 (ES) David Hammond (4) 18:54 (PP) Kirk French (1) 22:51 (ES) Cory Conacher (3) 29:14 (ES) Gregory Smith (2) 30:56 (ES) Jeremy McKibbon (1) 33:59 (ES) David Hammond (5) 33:59 (ES) Adam Ross (5) 38:00 (ES) Mitchell Vevang (2) 38:13 (ES) |                  |
|                  |                  |                  | |                  |
|                  |                  |                  | |                  |
|                  |                  |                  | |                  |

| 23 juin 2007 17:00 | Nouvelle-Zélande | 5-7 (1-1, 0-1, 3-2, 1-3) | Japon | Bratislava |

| Feuille de match | Feuille de match | Feuille de match | Feuille de match | Feuille de match |
| ---------------- | --- | ---------------- | --- | ---------------- |
|                  | Matthew Harper (1) 8:21 (ES) Ryan Ruddle (1) 27:43 (PP) Craig Lawson (2) 30:49 (ES) James Trevena-Brown (1) 31:31 (ES) James Trevena-Brown (2) 43:39 (ES) |                  | Yutaka Ono (2) 1:47 (ES) Osamu Ishibashi (1) 19:01 (ES) Daisuke Ohto (1) 30:11 (PP) Daisuke Ohto (2) 35:32 (ES) Osamu Ishibashi (2) 36:11 (ES) Daisuke Ohto (3) 41:10 (PP)(GWG) Shuhei Tadamura (1) 47:57 (ENG) |                  |
|                  | |                  | |                  |
|                  | |                  | |                  |
|                  | |                  | |                  |

| 24 juin 2007 13:00 | Japon | 1-12 (0-3, 1-2, 0-3, 0-4) | Canada | Bratislava |

| Feuille de match | Feuille de match             | Feuille de match | Feuille de match | Feuille de match |
| ---------------- | ---------------------------- | ---------------- | --- | ---------------- |
|                  | Taku Kanatani (3) 16:24 (ES) |                  | Gregory Smith (3) 6:24 (ES) Cory Conacher (4) 8:11 (ES) Cory Conacher (5) 10:44 (ES) Johnathon Clewlow (3) 17:21(ES) David Hammond (6) 20:41 (ES) Paul Patterson (1) 26:45 (ES) Gregory Smith (4) 29:03 (PP) David Filewich (1) 35:25 (ES) Kirk French (2) 38:18 (ES) Adam Ross (6) 41:51 (ES) Cory Conacher (6) 44:54 (PP) Johnathon Clewlow (4) 46:39 (ES) |                  |
|                  |                              |                  | |                  |
|                  |                              |                  | |                  |
|                  |                              |                  | |                  |

| 24 juin 2007 17:00 | Nouvelle-Zélande | 4-11 | Hongrie | Bratislava |

| Feuille de match | Feuille de match | Feuille de match | Feuille de match | Feuille de match |
| ---------------- | --- | ---------------- | --- | ---------------- |
|                  | Matthew Harper (2) 4:36 (PP) Craig Lawson (2) 30:49 (ES) Ryan Ruddle (3) 14:38 (ES) James Trevena-Brown (3) 47:43 (ES) |                  | Viktor Tokaji (1) 11:30 (PP) Szilard Sandor (1) 18:26 (ES) Márton Vas (5) 23:22 (ES) Gergely Borbas (1) 23:43 (ES) David Szappanos (1) 24:53 (ES) Zoltan Revak (1) 26:50 (ES) Csaba Deák (2) 28:34 (PP) Arnold Feil (1) 36:47 (ES) Szilard Sandor (2) 38:11 (PS) Attila Hoffmann (1) 41:01 (PP) Zoltan Revak (2) 42:58 (ES) |                  |
|                  | |                  | |                  |
|                  | |                  | |                  |
|                  | |                  | |                  |

## Séries éliminatoires

### Tableau
|  | Quarts de finale | Quarts de finale |           |           | Demi-finales           | Demi-finales |  |  | Finale | Finale |
|  | Quarts de finale | Quarts de finale |           |           | Demi-finales           | Demi-finales |  |  | Finale | Finale |
|  |                  |                  |           |           |                        |              |  |  |        |        |
|  |                  |                  |           |           |                        |              |  |  |        |        |
|  |                  |                  |           |           |                        |              |  |  |        |        |
|  | Australie        | 5                |           |           |                        |              |  |  |        |        |
|  | Australie        | 5                |           |           |                        |              |  |  |        |        |
|  | Japon            | 4                |           |           |                        |              |  |  |        |        |
|  | Japon            | 4                | Australie | 0         |                        |              |  |  |        |        |
|  |                  |                  | Australie | 0         |                        |              |  |  |        |        |
|  |                  | Canada           | 8         |           |                        |              |  |  |        |        |
|  | Bulgarie         | Canada           | 8         | 1         |                        |              |  |  |        |        |
|  | Bulgarie         |                  |           | 1         |                        |              |  |  |        |        |
|  | Canada           | 9                |           |           |                        |              |  |  |        |        |
|  | Canada           | 9                | Canada    | 7         |                        |              |  |  |        |        |
|  |                  |                  | Canada    | 7         |                        |              |  |  |        |        |
|  |                  | Royaume-Uni      | 4         |           |                        |              |  |  |        |        |
|  | Brésil           | Royaume-Uni      | 4         | 5         |                        |              |  |  |        |        |
|  | Brésil           |                  |           | 5         |                        |              |  |  |        |        |
|  | Hongrie          | 3                |           |           |                        |              |  |  |        |        |
|  | Hongrie          | 3                | Brésil    | 3         |                        |              |  |  |        |        |
|  |                  |                  | Brésil    | 3         | Match pour la 3e place |              |  |  |        |        |
|  |                  | Royaume-Uni      | 4         |           |                        |              |  |  |        |        |
|  | Nouvelle-Zélande | Royaume-Uni      | 4         | 0         |                        |              |  |  |        |        |
|  | Nouvelle-Zélande |                  |           | 0         |                        |              |  |  |        |        |
|  | Royaume-Uni      | 7                |           | Australie | 3                      |              |  |  |        |        |
|  | Royaume-Uni      | 7                |           | Australie | 3                      |              |  |  |        |        |
|  |                  |                  |           |           |                        |              |  |  | Brésil | 4      |
|  |                  |                  |           |           |                        |              |  |  | Brésil | 4      |

### Quarts de finale
| 26 juin 2008 13:00 | Japon | 4-5 (0-1 , 0-2 , 3-1 , 1-1) | Australie | Bratislava |

| Feuille de match | Feuille de match                                                                                                  | Feuille de match | Feuille de match | Feuille de match |
| ---------------- | --- | ---------------- | --- | ---------------- |
|                  | Yuji Kuchiba (1) 25:55 (PP) Shohei Asanuma (1) 34:09 (ES) Daisuke Ohto (4) 35:02 (ES) Yuji Kuchiba (2) 41:59 (PP) |                  | Lee McLauchlan (4) 11:39 (PP) Sean Jones (3) 15:05 (PP) Jordan Gavin (4) 23:03 (ES) Jordan Gavin (5) 27:14 (PP) Olivier Rozdarz (6) 44:33 (PP)(GWG) |                  |
|                  | |                  | |                  |
|                  | |                  | |                  |
|                  | |                  | |                  |

| 26 juin 2008 15:00 | Brésil | 5-3 (1-0, 1-2, 2-1, 1-0) | Hongrie | Bratislava |

| Feuille de match | Feuille de match | Feuille de match | Feuille de match                                                                             | Feuille de match |
| ---------------- | --- | ---------------- | -------------------------------------------------------------------------------------------- | ---------------- |
|                  | Pedro Raposo (5) 1:42 (PP) Diego Araujo (1) 21:50 (PP) Jose Guilardi (1) 32:11 (PP) Henrique Degani (3) 33:49 (ES)(GWG) Luiz Almedia (2) 40:43 (ES) |                  | Marton Bontovics (1) 17:08 (PP) Gergely Borbas (2) 23:25 (ES) David Szappanos (2) 34:01 (ES) |                  |
|                  | |                  |                                                                                              |                  |
|                  | |                  |                                                                                              |                  |
|                  | |                  |                                                                                              |                  |

| 26 juin 2008 17:00 | Canada | 9-1 (2-1, 3-0, 1-0, 3-0) | Bulgarie | Bratislava |

| Feuille de match | Feuille de match | Feuille de match | Feuille de match               | Feuille de match |
| ---------------- | --- | ---------------- | ------------------------------ | ---------------- |
|                  | Johnathon Clewlow (5) 00:16 (ES) Johnathon Spady (4)(GWG) 08:39 (ES) Kye Benjaminsen (3) 13:22 (ES) Jeremy McKibbon (2) 16:11 (ES) Cory Conacher (7) 20:17 (PP) Gregory Smith (5) 27:45 (PP) Kirk French (3) 41:14 (ES) Paul Patterson (2) 41:46 (ES) Gregory Smith (6) 42:38 (ES) |                  | Anguel Atanasov (1) 08:15 (ES) |                  |
|                  | |                  |                                |                  |
|                  | |                  |                                |                  |
|                  | |                  |                                |                  |

| 26 juin 2008 19:00 | Royaume-Uni | 7-0 (1-0, 1-0, 2-0, 3-0) | Nouvelle-Zélande | Bratislava |

| Feuille de match | Feuille de match | Feuille de match | Feuille de match | Feuille de match |
| ---------------- | --- | ---------------- | ---------------- | ---------------- |
|                  | Alex Pearman (5) 05:53 (ES) John Dolan (9) 13:14 (ES) Christopher Colegate (2) 25:52 (ES) Joe Wightman (4) 31:01 (ES) Mark Corfield (1) 31:01 (ES) John Dolan (10) 43:10 (ES) John Dolan (11) 43:43 (ES) |                  |                  |                  |
|                  | |                  |                  |                  |
|                  | |                  |                  |                  |
|                  | |                  |                  |                  |

### Demi-finale
| 27 juin 2008 19:00 | Australie | 0-8 (0-3, 0-1, 0-4, 0-0) | Canada | Bratislava |

| 27 juin 2008 17:00 | Brésil | 3-4 (2-0, 0-1, 0-1, 1-2) | Canada | Bratislava |

| Feuille de match | Feuille de match                                                                 | Feuille de match | Feuille de match | Feuille de match |
| ---------------- | -------------------------------------------------------------------------------- | ---------------- | --- | ---------------- |
|                  | Lucas Ota (4) 05:31 (ES) Pedro Raposo (6) 07:59 (PP) Diego Araujo (1) 38:18 (ES) |                  | Joe Wightman (5) 13:16 (ES) Andrew Sillitoe (1) 28:58 (ES) John Dolan (11) 37:41 (ES) Simon Hehir (4) 42:06 (ES)(GWG) |                  |
|                  |                                                                                  |                  | |                  |
|                  |                                                                                  |                  | |                  |
|                  |                                                                                  |                  | |                  |

### Petite-finale
| 28 juin 2008 12:00 | Brésil | 4-3 (0-0, 0-1, 1-3, 2-0) | Australie | Bratislava |

| Feuille de match | Feuille de match                                                                                               | Feuille de match | Feuille de match                                                                      | Feuille de match |
| ---------------- | --- | ---------------- | ------------------------------------------------------------------------------------- | ---------------- |
|                  | Andrew Branco (1) 14:16 (ES) Luiz Almedia (3) 29:12 (ES) Lucas Ota (5) 31:22 (ES) Jose Guilardi (1) 33:07 (PP) |                  | Jordan Gavin (6) 31:00 (ES) Antony Collins (2) 44:54 (ES) Jordan Gavin (7) 47:55 (ES) |                  |
|                  | |                  |                                                                                       |                  |
|                  | |                  |                                                                                       |                  |
|                  | |                  |                                                                                       |                  |

### Finale
| 28 juin 2008 14:00 | Royaume-Uni | 4-7 (1-0, 1-1, 2-3, 3-0) | Canada | Bratislava |

| Feuille de match | Feuille de match | Feuille de match | Feuille de match | Feuille de match |
| ---------------- | --- | ---------------- | --- | ---------------- |
|                  | Stu Brian (1) 19:32 (ES) Christopher Colegate (3) 24:27 (ES) Joe Wightman (6) 33:20 (ES) John Dolan (13) 35:05 (ES) |                  | David Hammond (9) 00:14 (ES) David Hammond (10) 13:39 (PP) Paul Patterson (3) 25:01 (ES) Cory Conacher (10) 25:22 (ES) Cory Conacher (11) 39:43 (PP)(GWG) Mitchell Vevang (3) 41:08 (ES) Paul Patterson (4) 44:03 (ES) |                  |
|                  | |                  | |                  |
|                  | |                  | |                  |
|                  | |                  | |                  |

### Match pour la5eplace
| 28 juin 2008 13:00 | Hongrie | 7-6 (3-2, 2-1, 2-2, 0-1) | Nouvelle-Zélande | Bratislava |

| Feuille de match | Feuille de match | Feuille de match | Feuille de match | Feuille de match |
| ---------------- | --- | ---------------- | --- | ---------------- |
|                  | Szilard Sandor (3) 05:16 (ES) Csaba Deák (3) 07:18 (ES) Gergely Borbas (3) 08:30 (ES) Marton Bontovics (2) 20:24 (PP) Zoltan Revak (3) 22:13 (PP) Tamas Dobos (1) 27:59 (ES) Szilard Sandor (4) 33:27 (PP)(GWG) |                  | Ryan Ruddle (3) 00:52 (ES) James ODonnel (1) 08:02 (ES) James Trevena-Brown (4) 18:31 (PP) James Trevena-Brown (5) 32:14 (ES) Ryan Ruddle (4) 34:58 (ES) James Trevena-Brown (6) 46:04 (ES) |                  |
|                  | |                  | |                  |
|                  | |                  | |                  |
|                  | |                  | |                  |

### Match pour la7eplace
| 28 juin 2008 15:00 | Japon | 11-5 (2-1, 3-2, 2-1, 4-1) | Bulgarie | Bratislava |

| Feuille de match | Feuille de match | Feuille de match | Feuille de match | Feuille de match |
| ---------------- | --- | ---------------- | --- | ---------------- |
|                  | Yuji Kuchiba (3) 01:50 (ES) Shuhei Tadamura (2) 06:11 (ES) Osamu Ishibashi (3) 14:39 (PP) Shuhei Tadamura (3) 17:08 (SH) Shohei Asanuma (2) 23:26 (ES) Osamu Ishibashi (4) 26:40 (ES)(GWG) Tomoyo Goto (1) 34:14 (ES) Taku Kanatani (4) 37:23 (ES) Taku Kanatani (5) 39:27 (ES) Shohei Asanuma (3) 42:05 (ES) Keisuke Matsuya (1) 45:12 (PP) |                  | Simeon Radkov (2) 03:35 (ES) Aleksey Yotov (1) 16:31 (ES) Tsveatn Mihaylov (1) 22:11 (ES) Aleksey Yotov (2) 27:19 (ES) Aleksey Yotov (3) 36:55 (ES) |                  |
|                  | |                  | |                  |
|                  | |                  | |                  |
|                  | |                  | |                  |

### Classement final
Le classement final IIHF:
| Rk.                | Team             |
| ------------------ | ---------------- |
| Médaille d'or      | Canada           |
| Médaille d'argent  | Royaume-Uni      |
| Médaille de bronze | Brésil           |
| 4.                 | Australie        |
| 5.                 | Hongrie          |
| 6.                 | Nouvelle-Zélande |
| 7.                 | Japon            |
| 8.                 | Bulgarie         |

#### Récompenses
- Meilleurs joueurs [3]:
  - Meilleur gardien: Derek Shybunka  Canada
  - Meilleur défenseur: Luiz Almedia  Brésil
  - Meilleur attaquant: John Dolan  Royaume-Uni